# Arctia flavonigrescens
Arctia flavonigrescens là một loài bướm đêm thuộc phân họ Arctiinae, họ Erebidae.